# Residencial Monnars
Residencial Monnars és una urbanització del poble de Monnars, al municipi de Tarragona. L'any 2022 comptava amb 714 habitants, essent, per tant, notòriament més gran que el nucli original del poble, que únicament sumava 132 censats. Esdevé, així, el nucli amb més habitants de Monnars.
Se situa a ponent del poble de Monnars, separant-los la partida de los Prats. Limita al sud amb les urbanitzacions de Bonsol, Florimar i Llevantina i, a l'oest, amb els Pinars i els Boscos de Tarragona, aquesta darrera ja fora del terme de Monnars.
Tot i tractar-se d'una urbanització residencial de creació recent, a Residencial Monnars trobem vestigis del passat agrícola de Monnars. Així, destaca el Mas de l'Hereuet (o Mas de Ponç), que dona nom a una partida del mateix nom.
Un dels aspectes més curiosos de Residencial Monnars és el fet que tots els seus carrers estan dedicats a compositors catalans. Així, trobem el carrer de Joan Lamote de Grignon, el d'Amadeu Vives, el d'Enric Morera i el d'Eduard Toldrà, entre d'altres. Únicament se n'exceptua l'avinguda dels Boscos de Tarragona, que mena a la urbanització del mateix nom.